# しまどりる
しまどりるは、日本のイラストレーター。トゥーキョーゲームス所属。男性。

## 来歴
同人サークル「すとらいぷぱたーん」主宰。2009年夏に開始された講談社BOX主催の漫画家養成企画、西島大介のひらめき☆マンガ学校に参加。
2010年3月に東京造形大学美術学部絵画専攻領域を卒業。卒業制作は岩絵の具と箔各種を使い、等身大のキャラクターを描いた日本画。
2018年9月よりトゥーキョーゲームスに所属。

## 作品

### 漫画
- 恋愛勇者（原作：Last Note.、COMIC@LOID、2012年12月26日 - ）※Vol.1に読みきり掲載

### TRPG
- RPFレッドドラゴン（星海社FICTIONS、2012年1月31日 - ） - プレイヤー、イラスト担当
- エモクロアTRPG 「大悪党地獄ヶ原斬人」
- エモクロアTRPG 「大怪獣サメラ」
- エモクロアTRPG 「ハッピーエンドデスゲーム」
- エモクロアTRPG 「超怪獣クトゥルー」

### 小説の表紙・挿絵
- 蓮華君の不幸な夏休み（海原育人/著 C★NOVELSファンタジア）
- ケイオスドラゴン 赤竜戦役（三田誠/著 星海社FICTIONS）
- ダンガンロンパ十神 (下) 十神の名にかけて（佐藤友哉/著 星海社FICTIONS）
- FGOミステリー小説アンソロジー カルデアの事件簿 file.01（青崎有吾他/著 星海社FICTIONS）
- シャークロアシリーズ 炬島のパンドラシャーク（成田良悟/著 ⅡⅤ）

### ゲーム
- 絶対絶望少女 ダンガンロンパ Another Episode（2014年）
- Fate/Grand Order（2015年 - ） - 一部キャラクターデザイン[3]
- ニューダンガンロンパV3（2017年） - 本編CG
- HUNDRED LINE -最終防衛学園-（2025年） - クリーチャーデザイン
- 終天教団（2025年） - イラスト[4]